# Luvi
|  | Pel que fa a l poble que parlava aquesta llengua vegeu luvis. |

El luvi era un idioma indoeuropeu parlat pels luvis o luvites, que se situa dins del grup de les llengües anatòliques. Va néixer a la regió d'Arzawa al segon mil·lenni aC i es va expandir per tota Anatòlia. Estava estretament emparentada amb l'hitita, i alguns autors consideren que era la llengua parlada a la mítica ciutat de Troia.
Els testimonis més antics d'aquesta llengua són unes tauletes d'argila que s'han datat al segle XVI aC trobades a la ciutat d'Hattusa. Com que el luvi, i també l'hitita, utilitzava l'escriptura cuneïforme, la llengua s'anomena luvi cuneïforme, per a distingir-la d'una altra forma d'escriptura de la llengua luvi que també ha arribat fins avui, el luvi jeroglífic. També es coneix amb la designació genèrica de Jeroglífics d'Anatòlia.
Se sap que el luvi es parlava al sud i al sud-oest de la península d'Anatòlia. El luvi es dividia en dos grans dialectes: l'oriental i l'occidental, antecessor del lici. La seva història es pot dividir en tres grans períodes: una etapa arcaica (fins al 1190 aC), l'etapa de l'Imperi neohitita (fins al 700 aC) i l'època de la decadència, en què apareix només amb fins cerimonials o en barreja amb altres idiomes. Les darreres inscripcions conservades en aquest idioma daten del 200 aC, quan es va extingir definitivament, si bé havia desaparegut abans com llengua oral.
A la part occidental d'Anatòlia es va organitzar una entitat política complexa anomenada Arzawa que parlaven la llengua luvi. Aquest país va tenir molta importància, sobretot en els aspectes culturals, durant l'Imperi Hitita, ja que van introduir les influències dels hurrites en aquell imperi. Als textos imperials hitites, s'inclouen paraules en luvi que van indicades quasi sempre amb una indicació especial.
Els jeroglífics luvis daten de l'inici del segon mil·lenni aC, i els primers que es coneixen pertanyen a segells reials. Al segle xiv aC van passar a constituir una forma d'escriptura i van tenir la seva màxima importància a l'època dels estats neohitites, del segle XII aC al VII aC. Algunes de les mostres d'aquesta escriptura estan incloses en grans monuments.